# Campionat Sud-americà de futbol de 1929
El Campionat sud-americà de futbol de 1929 fou la dotzena edició del campionat. Es disputà a Buenos Aires, Argentina entre l'1 i el 17 de novembre de 1929.

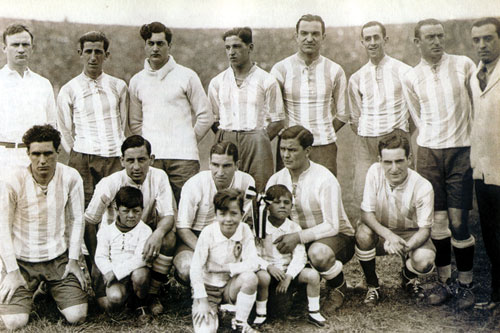
Equip de l'Argentina campió del torneig.

L'edició de 1928 es posposà per la participació de Xile, Uruguai i Argentina en els Jocs Olímpics de 1928 a Amsterdam.
Els països participants van ser Argentina, Paraguai, Perú, i Uruguai.
Brasil, Bolívia, i Xile no participaren en la competició.

## Estadis
| Buenos Aires      | Buenos Aires           | Avellaneda            |
| ----------------- | ---------------------- | --------------------- |
| Estadio Gasómetro | Estadio Alvear y Tagle | Estadio Independiente |
| Capacitat: 75.000 | Capacitat: 40.000      | Capacitat: 57.858     |
|                   |                        |                       |

## Ronda final
Cada equip disputà un partit contra els altres tres. S'atorgaven dos punts al guanyador, un punt en cas d'empat, i zero punts pel perdedor.
| Equip     | PJ | PG | PE | PP | GF | GC | DG  | Pts |
| --------- | -- | -- | -- | -- | -- | -- | --- | --- |
| Argentina | 3  | 3  | 0  | 0  | 9  | 1  | +8  | 6   |
| Paraguai  | 3  | 2  | 0  | 1  | 9  | 4  | +5  | 4   |
| Uruguai   | 3  | 1  | 0  | 2  | 4  | 6  | −2  | 2   |
| Perú      | 3  | 0  | 0  | 3  | 1  | 12 | −11 | 0   |

| Uruguai | 0–3 | Paraguai                          |
| ------- | --- | --------------------------------- |
|         |     | González 16', 86' · Domínguez 55' |

| Argentina                      | 3–0 | Perú |
| ------------------------------ | --- | ---- |
| Peucelle 6' · Zumelzú 38', 58' |     |      |

| Argentina                                       | 4–1 | Paraguai      |
| ----------------------------------------------- | --- | ------------- |
| M. Evaristo 7' · Ferreira 24', 48' · Cherro 50' |     | Domínguez 56' |

| Perú        | 1–4 | Uruguai                               |
| ----------- | --- | ------------------------------------- |
| Lizarbe 81' |     | Fernández 21', 29', 43' · Andrade 69' |

| Paraguai                                           | 5–0 | Perú |
| -------------------------------------------------- | --- | ---- |
| Nessi 10' · González 55', 63', 69' · Domínguez 82' |     |      |

| Argentina                      | 2–0 | Uruguai |
| ------------------------------ | --- | ------- |
| Ferreira 14' · M. Evaristo 77' |     |         |

## Resultat
| Campionat Sud-americà 1929 |
| -------------------------- |
| Argentina                  |
| Argentina Quart títol      |

## Golejadors
5 gols
- Aurelio González

3 gols
- Manuel Ferreira
- Diógenes Domínguez
- Lorenzo Fernández

2 gols
- Mario Evaristo
- Adolfo Zumelzú

1 gol
- Roberto Cherro
- Carlos Peucelle
- Lino Nessi
- Agustín Lizarbe
- José Andrade